# Begonia prismatocarpa
Begonia prismatocarpa là một loài thực vật có hoa trong họ Thu hải đường. Loài này được Hook. mô tả khoa học đầu tiên năm 1862.

## Hình ảnh

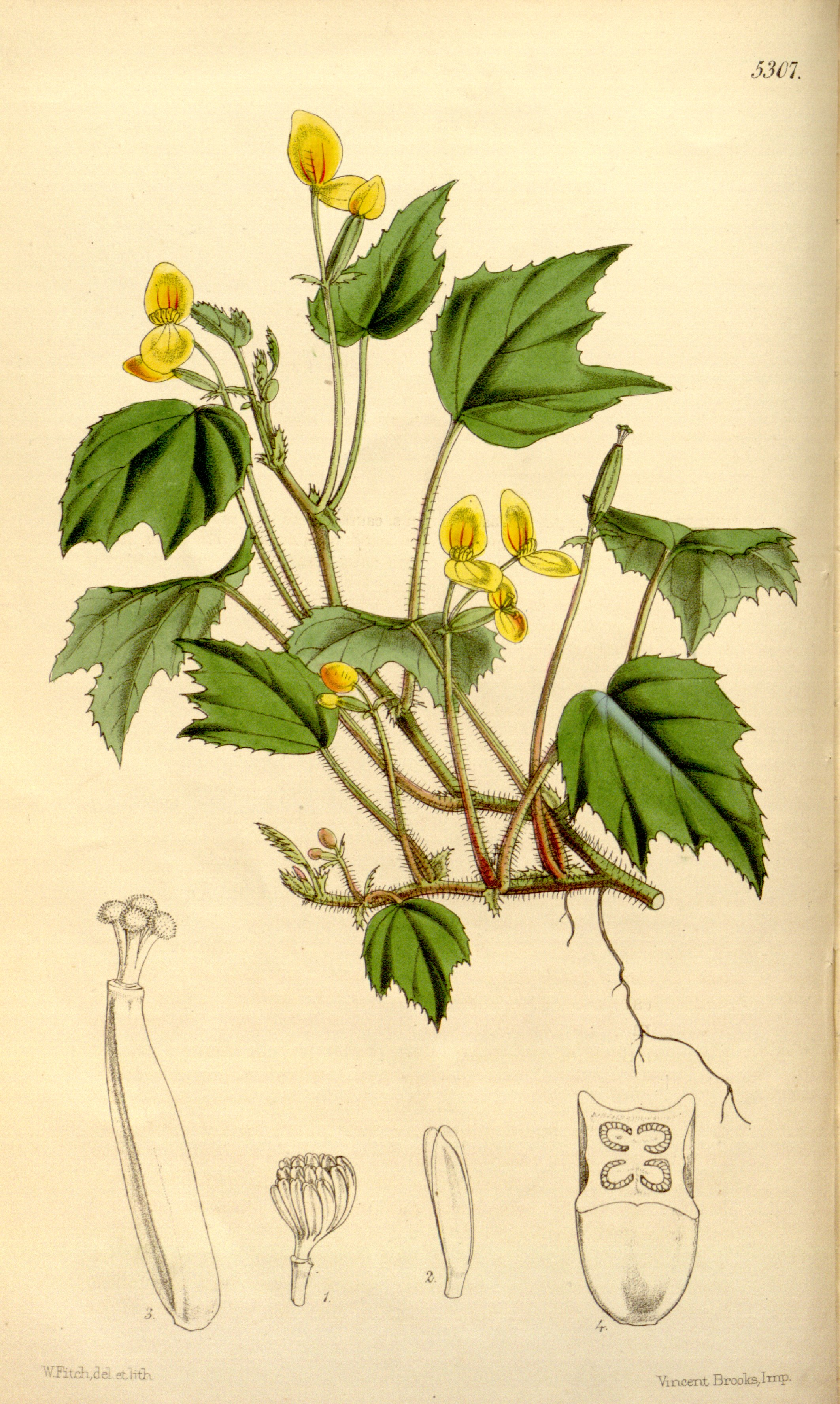